# Triquinimale
Pronunciação
Triquinimale (em inglês: Trincomalee; (em tâmil: திருகோணமலை; romaniz.: Tirukōṇamalai; em cingalês: තිරිකුණාමළය; romaniz.: Trikuṇāmalaya) é uma grande cidade portuária situada na Província Oriental do Seri Lanca, na costa oriental da ilha de Ceilão, a cerca de 220 km a sul de Jafanapatão.